# Kwezal herbowy
Kwezal herbowy, quetzal (Pharomachrus mocinno) – gatunek ptaka z rodziny trogonów (Trogonidae) zamieszkujący tereny od południowego Meksyku po Kostarykę i zachodnią część Panamy. Najliczniejszy w Gwatemali i Hondurasie. Odgrywał znaczącą rolę w wierzeniach ludów Mezoameryki. Jest bliski zagrożenia wyginięciem.

## Morfologia
Przedstawiciele obu płci są krępymi ptakami o dużych głowach. Samiec kwezala herbowego jest powszechnie uważany za jednego z najpiękniejszych ptaków na świecie. Ma jaskrawe upierzenie – połyskujący zielony wierzch i karmazynowy spód ciała. Ma też niezwykle długie pokrywy nadogonowe, sięgające poza sterówki i tworzące mierzący średnio 60 cm długości tren, maksymalnie nawet do 100 cm (480–855 mm u podgatunku costaricensis oraz 650–957 mm u podgatunku nominatywnego). Pokrywy podogonowe są śnieżnobiałe. Na wierzchu głowy posiada krótkie, stojące i włosowate pióra tworzące rodzaj „fryzury”. Samica upierzona jest nieco skromniej: nie posiada trenu ani stojących piór na głowie, pierś jest bardziej szara, a karmazynowy kolor znajduje się tylko w dolnej części brzucha. Wierzch ciała opalizujący, zielony jak u samca. Kwezal często długi czas przesiaduje bez ruchu, dlatego też mimo jaskrawego upierzenia trudno go dostrzec.
| Samiec | Samica |

Średnie wymiary
Długość ciała ok. 35–40 cm (bez ozdobnych piór ogona u samca), masa ok. 210 g.

## Ekologia
Biotop
Pierwotne lasy deszczowe Ameryki Centralnej na wysokości od 1300 do 3000 m n.p.m.
Pożywienie
Głównie owoce, ale także owady chwytane na ziemi lub gałęzi z lotu, rzadziej żaby lub jaszczurki.
Rozmnażanie
Gnieżdżą się w dziuplach, gdzie samica składa 2 jaja. Wysiadywaniem zajmują się obydwoje rodzice – samce w dzień, samice w nocy, przy czym długi tren samca w trakcie wysiadywania zagina się nad głową i wystaje z dziupli. Po 18 dniach wykluwają się nagie i niedołężne pisklęta. Karmią je zarówno samiec, jak i samica, przy czym często zdarza się, że w momencie dorastania piskląt samica zaprzestaje karmienia wcześniej, zanim młode są samodzielne i na koniec karmi je tylko samiec.

## Status
IUCN uznaje kwezala herbowego za gatunek bliski zagrożenia (NT, Near Threatened). Liczebność populacji szacuje się na 20–50 tysięcy osobników. BirdLife International uznaje trend liczebności populacji za spadkowy ze względu na postępujące wylesianie.

## Podgatunki
Wyróżnia się dwa podgatunki Pharomachrus mocinno:
- Pharomachrus mocinno mocinno de la Llave, 1832 – kwezal herbowy[4] – południowy Meksyk do północnej Nikaragui
- Pharomachrus mocinno costaricensis Cabanis, 1869 – kwezal kostarykański[4] – Kostaryka do zachodniej Panamy

Osobniki podgatunku nominatywnego są większe i cięższe, a samce mają dłuższe i szersze pióra pokryw nadogonowych. Solórzano i Oyama (2010) zaproponowali uznanie ich za osobne gatunki.

## Znaczenie w kulturze
Kwezal odgrywał ważną rolę w mitologii prekolumbijskiej (Azteków i Majów), gdzie był uważany za posłańca bogów. Nazwa ptaka pochodzi z języka nahuatl używanego przez Azteków. Majowie zabicie ptaka karali śmiercią, zaś sami po złapaniu i wyrwaniu ozdobnych i cenionych piór wypuszczali ptaka na wolność. Konkwistadorzy znieśli zakaz zabijania kwezali i przez kolejne 400 lat przebywania w obrębie jego zasięgu ograniczyli występowanie gatunku do wysoko położonych górskich lasów.
Dziś jego wizerunek znajduje się na fladze i w godle Gwatemali, nazwę „kwezal” nosi również miasto w tym kraju i jego waluta.